# Fondo para Académicos en Riesgo
Scholar Rescue Fund (Fondo Para Académicos en Riesgo) es un programa que provee becas para profesores universitarios cuyas vidas o carreras están amenazadas en sus países. Las becas permiten a profesores, investigadores, eruditos u otros académicos, encontrar refugio temporal en universidades anfitrionas alrededor del mundo, dándoles la oportunidad de continuar su trabajo académico y compartir sus conocimientos con estudiantes, colegas y la comunidad en general. Después de la beca, el académico puede regresar a sus país. Si no es posible su regreso, la persona usa el periodo de beca para identificar una oportunidad de trabajo a largo plazo. Este es un programa del Instituto Internacional de Educación (IIE).
En 2007, como respuesta a un llamado urgente del Ministro de Educación Superior de Irak, SRF lanzó el Proyecto de Rescate para Académicos Iraqis. La meta del Proyecto es rescatar más de 150 eruditos de Irak - de cualquier disciplina- ubicándolos en instituciones de educación superior en países dentro del Oriente Medio y el Norte de África.

## Historia
El Instituto Internacional de Educación (IIE) es una Organización sin ánimo de lucro que promueve el intercambio internacional de la educación y protege la Libertad académica. Fue establecido en 1919 y sus oficinas principales se encuentran en Estados Unidos.
SRF fue fundado en el 2002 por Henry Jarecki, Thomas A. Russo y George Soros. Desde su fundación, el Fondo para Académicos en Riesgo, ha concedido más de 500 becas con la colaboración de más de 160 instituciones en 43 países diferentes.

## Misión
La misión del Fondo es rescatar académicos y, al proteger las vidas de eruditos, incrementar el nivel de conocimiento de los países y el mundo en general.

## Filosofía
La base filosófica del Fondo tiene como soporte la libertad y la academia. Así, el Fondo considera que la libertad académicaes un derecho fundamental y esencial para fomentar conocimiento y progreso para la paz y la prosperidad en el mundo.

## Académicos
Los beneficiarios de SRF son profesores universitarios, investigadores y otros académicos de cualquier país y campo académico. Los candidatos son considerados sobre la base de calificaciones académicas, la calidad y potencial del trabajo del candidato y la urgencia de las amenazas que enfrenta. Según el Fondo, se le da preferencia a académicos: 

"- quienes enfrentan amenazas inmediatas, severas y dirigidas a sus vidas y/o carreras en sus países, o países de residencia;

- con un Doctorado (Ph.D) u otro titulo en su campo académico y que han dictado clases extensivamente o tienen experiencia en investigación en universidades u otras instituciones de educación superior;

- quienes demuestran logros académicos superiores o promisorios;

- cuya selección puede beneficiar a la comunidad académica en la región de su país."

## Reportes
Rescate de Académicos en el Mundo Moderno (Scholar Rescue in the Modern World) es un reporte de SRF que comparte la naturaleza de la persecución de académicos alrededor del mundo. El reporte, apoyado por la Corporación Carnegie, se basa en datos de los primeros cinco años de actividad del Fondo - desde su fundación en el 2002 hasta mayo del 2007. Durante este tiempo, SRF recibió más de mil solicitudes de académicos perseguidos alrededor del mundo. El reporte es basado en datos de 847 aplicantes, de los cuales 140 fueron escogidos para ser becados.
Según el libro Rescate de Académicos en el Mundo Moderno, amenazas dirigidas hacia la vida y las carreras de los académicos son vastas y atroces. Individuos en 101 países, de un amplio rango de disciplinas y campos académicos, solicitaron asistencia; SRF proveyó soporte directo a académicos de 38 de estos países. Mientras los países de origen se expanden a casi todas las regiones del mundo, setenta y cinco por ciento de los beneficiarios son de dos regiones: el Medio Oriente/África del Norte y el África subsahariana.
El reporte también identificó cinco factores que causan opresión hacia los académicos: Bajo producto interno bruto (PIB); altos niveles de conflicto; baja población académica; baja población académica por millón de población del país y un estatus de debilidad de estado. El reporte también argumenta que los gobiernos sobrepasan actores fuera del estado, como milicias y grupos rebeldes, dándole opresión a académicos por un factor de 3:1.
Este reporte también recomienda nuevos programas y actividades para mitigar la opresión alrededor del mundo. Las recomendaciones incluyen: una convención de las Naciones Unidas en contra de la persecución de académicos; visas especiales que permitan a académicos cruzar bordes con seguridad y un índice de opresión académica que pueda predecir la violencia en contra de los académicos.

## Países de Origen de los Académicos
Las becas de SRF pueden ser concedidas a Académicos de cualquier país y/o institución. Los países de origen de los becarios incluyen:
| - Afganistán - Azerbaiyán - Bangladés - Bielorrusia - Bután - Botsuana - Brasil - Burundi - Camerún - Chad - China | - Colombia - Congo-Brazzaville - Costa de Marfil - Egipto - Eritrea - España - Etiopía - Indonesia - Irán - Irak - Kenia | - Kirguistán - Macedonia - México - Marruecos - Birmania - Nepal - Pakistán - Rusia - Ruanda - República Democrática del Congo - Sri Lanka | - Sudán - Suazilandia - Liberia - Siria - Territorios Palestinos - Turquía - Uganda - Ukrania - Uzbekistán - Zimbabue |

## Instituciones Anfitrionas
Los Becarios de SRF llevan a cabo sus becas en universidades, centros de investigación y otras instituciones académicas en países a salvo. Estas instituciones le proveen al académico soporte personal y profesional. Las naciones que han participado como anfitrionas son:
| - Alemania - Australia - Austria - Baréin - Bélgica - Canadá - China - Costa de Marfil | - Egipto - Francia - Grecia - Hungría - Irak - Irlanda - Israel - Italia | - Japón - Jordania - Kenia - Lebanon - Lituania - Malaui - Malasia - México | - Nepal - Nigeria - Noruega - Países Bajos - Senegal - Sudáfrica - Suiza - Siria | - Tanzania - Emiratos Árabes Unidos - Reino Unido - Estados Unidos - Ucrania |